# Kenny Barron
Kenny Barron (Philadelphia, 1943. június 9. –) amerikai dzsesszzongorista. Kilencszer nevezték a Grammy-díjra.

## Pályakép
Karrierje alatt olyan hírességekkel dolgozott, mint például Sonny Stitt, Eddie „Lockjaw” Davis, Stan Getz. Mint „sideman”  általában triói voltak.
2010-ben a Berklee College of Music tiszteletbeli doktora lett Angélique Kidjo, Paco de Lucía, és a dalszerző duo a Huff és Kenneth Gamble társaságában.

## Lemezek
(válogatás)
- Voyage, és Stan Getz
- Piccolo, és a quartet de Ron Carter Quartet
- People Time és Stan Getz
- Standards
- It's Time
- Scratch
- You Can't Go Home Again és Chet Baker
- The Only One
- The Moment
- Live at Maybeck Hall
- Rhythm-a-ning
- The Red Barron Duo és Red Mitchell
- Green Chimneys és Buster Williams
- Night and the city és Charlie Haden
- Super Standarts Super trio és Al Foster és Jay Leonhart
- Live at Bradley's (club de jazz)
- The perfect set
- Sambao
- Images és Kenny Barron (piano), Stefon Harris (vibraphone), Anne Drummond (alto and c-flute), Kiyoshi Kitagawa (bass), Kim Thompson (drums)

### Classical Jazz Quartet
- Tchaikovsky's The Nutcracker (Vertical Jazz, 2001)[5]
- The Classical Jazz Quartet Play Bach (Vertical Jazz, 2002)[6]

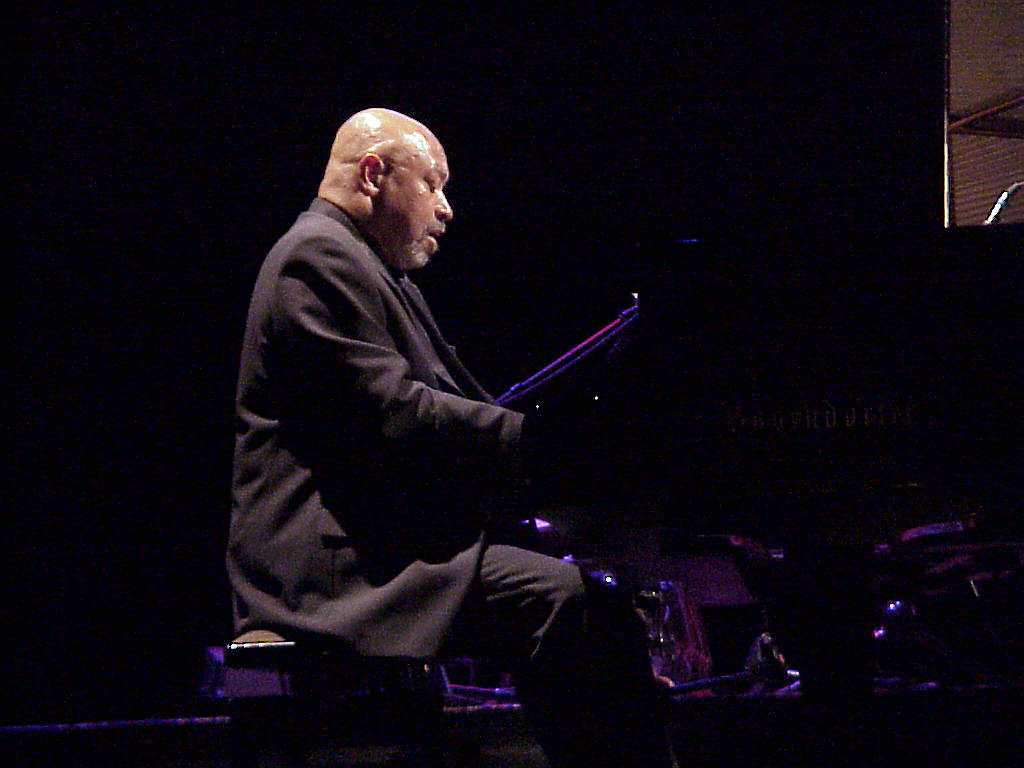

- The Classical Jazz Quartet Play Rachmaninov (Kind of Blue, 2002; 2006)

## Díjak
- Pianist of the Year: Kenny Barron Archiválva 2019. szeptember 23-i dátummal a Wayback Machine-ben
- https://papageno.hu/featured/2019/01/kihirdettek-az-idei-gramofon-dij-jeloltjeit/